# Manifestul „Crinului Alb”

Prima pagină a Manifestului „Crinului Alb”.

Manifestul „Crinului Alb” este un manifest programatic scris de trei tineri intelectuali (Sorin Pavel, Ion Nestor și Petre Pandrea) și publicat în numărul din august–septembrie 1928 al revistei culturale Gândirea (conduse de Nichifor Crainic) ca un ecou la seria de articole scrisă de tânărul Mircea Eliade și publicată sub titlul Itinerariu spiritual, în perioada 6 septembrie – 16 noiembrie 1927, în ziarul Cuvântul (condus de profesorul Nae Ionescu).
Cei trei tineri autori, care se autoproclamau „fiii Soarelui”, condamnau cu vehemență „generația bătrânilor”, pe care o acuzau de pe pozițiile misticismului și ortodoxismului de situația dezastruoasă a țării din acea perioadă; ei nu examinau însă această situație sub aspect social, ci-și exprimau opoziția doar de pe poziția deosebirii dintre spiritele „tineresc” și „bătrânesc”. Idealul național trebuia să fie, potrivit autorilor, înlăturarea bătrânilor de la conducerea României și promovarea unor tineri energici și capabili să asigure dezvoltarea țării și creșterea prestigiului ei internațional. Autorii manifestului îi îndemnau pe tinerii români să adopte o spiritualitate vitalistă și o mistică națională mesianică. Ortodoxia era ridicată la rangul de normă de bază a specificului național românesc, având misiunea de a canaliza și orienta energiile spirituale ale generației tinere.
Apariția manifestului a provocat reacții vehemente ce au dus la o polemică incisivă, chiar și în rândul colegilor de generație. Criticii literari au evidențiat tonul violent și pe alocuri vulgar al manifestului, propagarea unei filozofii tulburi de viață care se baza pe respingerea furioasă a principiilor raționalismului și obrăznicia juvenilă a celor trei autori care și-au însușit idei ce apăruseră deja în alte publicații (fără a da credit precursorilor lor).

## Autorii manifestului

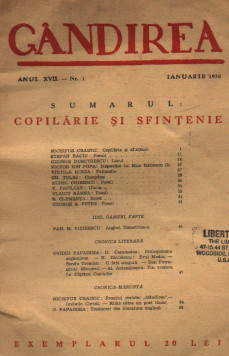
Revista Gândirea a atras în jurul ei numeroși intelectuali tineri.

Autorii manifestului erau trei tineri care se aflau atunci la studii de specializare în Germania: filozoful Sorin Pavel, arheologul Ion Nestor și juristul Petre Pandrea, despre care Nichifor Crainic preciza că se găsesc „acasă” în redacția revistei Gândirea, deoarece multe dintre ideile lor coincideau cu convingerile publicației.
Sorin Pavel și Petre Pandrea erau, din 1927, colaboratori ai revistei Gândirea. Pandrea, care a semnat manifestul cu pseudonimul Petre Marcu-Balș, se ocupase în patru numere ale revistei de „mistica statului” și își afirma apartenența la o generație care „s-a zbătut dramatic între autenticitate și anarhism”, mânată de „dorința de neant, de rebeliune și de pasiunea politică”. Articolele sale atacau furibund linia „raționalistă” și „sceptică” a culturii române și pe reprezentanții ei: Titu Maiorescu, I.L. Caragiale, Paul Zarifopol, Mihai Ralea, D.I. Suchianu etc. Sorin Pavel denunța raționalismul într-un articol din mai 1928, susținând că „raționalismul [...] a distrus misterul vieții și a mumificat pe Dumnezeu. Omul a pierdut contactul cu cerul și pământul, și a început să se usuce ca o plantă dezrădăcinată. Raționalismul e uscat și steril, viața e umedă și fecundă”.
- Sorin Pavel (1903–1957) a urmat studii postuniversitare la Berlin și a pregătit o teză de doctorat în filozofie cu tema „Valoarea politică a filozofiei”, sub îndrumarea lui Eduard Spranger, fără să o mai susțină.[27] A fost asistentul lui Petre Andrei la catedra de sociologie de la Facultatea de Litere și Filosofie a Universității „Al. I. Cuza” din Iași.[28][29] În 1935 a fost unul dintre semnatarii, alături de Petre Țuțea, Nicolae Tatu, Petre Ercuță, Ioan Crăciunel și Gheorghe Tite, al Manifestului Revoluției Naționale (tipărit la Sighișoara), care susținea necesitatea modernizării statului român și a instituțiilor sale și restabilirea autorității statului pe principii naționaliste.[30][31] A îndeplinit funcția de consilier de presă pe lângă Ambasada Română din Germania (1940–1945), apoi a fost închis în lagărul de la Buchenwald,[32] s-a întors în țară cu o soție nemțoaică și cu trei copii și s-a stabilit în 1945 la Sibiu, iar în toamna anului 1947 la Sibiel. După preluarea puterii de către comuniști a fost învățător la Școala elementară săsească Sibiel (1947–1952) și muncitor la Întreprinderea „Independența” din Sibiu (1952–1956).[33] Potrivit lui Petre Pandrea, Pavel a dus o viață zbuciumată: „Și-a pus tot geniul în viața de noapte și prea puțin talent în viața de zi”, participând la chefuri nocturne și sfârșind prin a deveni alcoolic; filozoful exilat Emil Cioran consemna astfel în Caietele sale, la 24 octombrie 1969, primirea veștii morții lui Sorin Pavel: „O.C. îmi povestește sfârșitul lui Sorin Pavel, omul care întotdeauna mă ducea cu gândul la Stavroghin. Vasăzică era la Sibiu, merge la doctor care-i găsește o pneumonie. Sorin Pavel se duce întins la cârciumă și bea douăsprezece halbe de bere de la gheață. În aceeași seară face o criză cardiacă și moare.”, iar acest eveniment l-a făcut să mediteze, încă o dată, cu privire la fenomenul ratării la români.[34][35]

- Ion Nestor (1905–1974) a absolvit cursurile Facultății de Litere și Filozofie a Universității din București, secția Filologie Clasică (1926), obținând licența în filologie clasică – arheologie. A urmat studii de specializare în perioada 1928–1932 la Berlin și Marburg, participând totodată la cercetările arheologice care au descoperit cultura neolitică de la Goldberg și studiind materialele păstrate în cadrul Muzeului de Arheologie din Berlin, la secția preistorică, recoltate de pe teritoriul românesc în deceniile anterioare (culturile Cucuteni, Sărata Monteoru, Cernavodă ș.a.). A prezentat în 1932 o teză de doctorat la Universitatea din Marburg în care a făcut o analiză pertinentă a stadiului cercetărilor în domeniul preistoriei de pe teritoriul României. Lucrarea sa a devenit o laborioasă sinteză care a fost publicată în 1933 în limba germană (Der Stand der Vorgerschichtsforschung in Rumänien) și a fost distinsă ulterior de Academia Română cu Premiul „Vasile Pârvan”.[36] A lucrat apoi ca profesor de arheologie și preistorie la Universitatea din București (1945–1973) și custode al Muzeului Național de Antichități din București (1947–1951) și a fost considerat drept una dintre cele mai proeminente personalități ale istoriografiei românești.[37][38]

- Petre Pandrea (1904–1968) a urmat studii la Facultatea de Drept a Universității din București, pe care le-a absolvit în 1926, după care a fost în perioada 1926–1933 bursier al statului român la Berlin, specializându-se în enciclopedia dreptului sub îndrumarea profesorilor Gheorghe Mironescu, Mircea Djuvara și Carl Friedrich Rudolf Smend; a lucrat, în paralel, ca atașat de presă al Legației Române de la Berlin și i-a oferit asistență juridică lui Gheorghi Dimitrov în procesul incendierii Reichstag-ului.[22][39] A obținut doctoratul în drept cu teza „Beiträge zur Montesquieu’s deutschen Rechtsquellen. Eine Untersuchung der hinterlassenen” (1932) și a publicat pamfletul Germania hitleristă (București, 1933), o analiză lucidă a structurii regimului național-socialist recent instaurat în Germania și una dintre primele scrieri de pe plan mondial care atrăgea atenția cu privire la pericolul ascensiunii politice a lui Hitler;[22][40][41] Legația Germană s-a oferit să cumpere manuscrisul, cu două milioane de mărci, pentru a nu fi publicat.[22] Pandrea s-a retras ulterior din publicistică și a lucrat ca avocat penalist, aderând la ideologia marxistă.[39] În ciuda faptului că a pledat ca avocat al PCR în perioada 1938–1944, salvând de la pedepse grele peste o mie de comuniști, și că a oferit ajutoare bănești deținuților comuniști de la Văcărești, a fost arestat după preluarea puterii de către comuniști deoarece era cumnat cu Lucrețiu Pătrășcanu și a fost deținut în două rânduri (1948–1952 și 1958–1964), fiind reabilitat post-mortem în 1968.[22]

## Contextul politico-cultural
Manifestul „Crinului Alb” a apărut în perioada istorică tulbure de după Primul Război Mondial, în contextul ascensiunii forțelor politice de dreapta care militau pentru purificarea etnică a națiunilor și pentru revizuirea tratatelor. Respingând modul tradițional de a face politică, principiilor raționalismului și spiritul de toleranță, ideologii acestor forțe au făcut apologia vieții instinctive și au promovat un obscurantism cu nuanțe mistico-naționaliste. Acest mod de gândire s-a propagat în mai multe țări din Răsărit și din Apus, atrăgând prin discursul demagogic al liderilor săi un număr tot mai mare de adepți.
Cultura românească a fost contaminată, de asemenea, într-o oarecare măsură, de ideologia iraționalistă. În spațiul public au fost declanșate polemici răsunătoare în jurul asimilării unor idei cultural-filozofice îndepărtate de spiritul poporului român, iar scriitorii și artiștii moderniști au fost acuzați de filosemitism și de pornografie. Această polemică acoperea interese politice ascunse care au ajuns la apogeu în perioada celui de-al Doilea Război Mondial.
Societatea postbelică românească oferea un spectacol dezgustător acelor tineri. Autocrația politică, corupția, proliferarea îmbogățiților de război, confruntarea ideologică dintre tradiționalism și modernism și degradarea morală lăsau impresia unui haos. Aspirația către înnoire era inevitabilă, căpătând uneori accente radicale.
În primul deceniu de după „marele război” s-a ridicat o nouă generație formată din tineri care aveau 10–12 ani în timpul războiului, care a iscat o dezbatere febrilă. Membrii „noii generații” (printre care se numărau Mircea Eliade, Petru Comarnescu, Mihail Sebastian, Constantin Noica, Mihail Polihroniade, Ion Călugăru, Mircea Vulcănescu, Ionel Jianu, Stelian Mateescu ș.a.) cereau purificarea vieții politice și culturale românești, contestându-i pe intelectualii generației mai vechi (Nicolae Iorga, Garabet Ibrăileanu, Eugen Lovinescu, Constantin Rădulescu-Motru, Mihail Dragomirescu, Petre P. Negulescu) pe care-i considerau ramoliți sau fosile, ba chiar și pe intelectualii mai tineri (Lucian Blaga, Camil Petrescu, Cezar Petrescu, Adrian Maniu, Perpessicius, Mihai Ralea, Tudor Vianu, Pamfil Șeicaru ș.a.) care erau vinovați, în opinia lor, de acceptarea unor compromisuri. Între generația veche și noua generație apăruse o prăpastie din cauza diferențelor de mentalitate și de țel.
Aspirațiile generației tinere erau evidențiate de Mircea Eliade într-un articol publicat în 19 iunie 1928 în ziarul Cuvântul: „A fost războiul o criză? E inutil să stăruim. Existența neamului nostru a fost pusă în cumpănă. Descărcarea de energii, de optimism brutal și desperări nesăbuite, care au urmat, era firească. Înseamnă că elita tinerii generații e în căutare de sens. Putea rămâne sensul vieții generației precedente – sensul nostru? Ce voiau ei? Unii întregirea neamului, alții ridicarea culturală a poporului, alții o literatură națională, un loc în politică, o soție bogată și câțiva copii frumoși. Noi nu mai putem voi aceasta. Valorile pur spirituale – avându-și în potențele etnice numai un vehicul – sunt singurele care ne stăpânesc”.

## Manifestul

### Itinerariul spiritual, precursor alManifestului
În perioada 6 septembrie – 16 noiembrie 1927 tânărul Mircea Eliade a publicat în ziarul Cuvântul un ciclu de 12 articole intitulat Itinerar spiritual, în care susținea că noua generație de după Primul Război Mondial este „prima generație necondiționată istoric” ca urmare a îndeplinirii dezideratului românesc în 1918. El considera că tinerii trebuie să-și asume preeminența spiritului în raport cu raționalismul de tip materialist sau hegelian. „Noi suntem generația cea mai binecuvântată, cea mai făgăduitoare din câte s-au rânduit până acum în țară. [...] Am trecut experiențe care ne-au condus la rațiune, la artă, la misticism. [...] Și nu ne intimidează sarcasmul suficient al bătrânilor inteligenți, nici mustrările maturilor, nici glumele imbecililor de ambele sexe, nici nepăsarea celor care se pretind a fi astăzi îndrumătorii noștri spirituali, nici reaua indiferență a universitarilor. Voim să biruiască valorile ce nu sunt izvorâte nici din economia politică, nici din tehnică, nici din parlamentarism. Valorile pure, spirituale, absurd de spirituale. Valorile creștinismului”, scria Eliade.
Itinerariul spiritual a pus bazele unei noi stări de spirit existente în rândurile generației tinere, susținând promovarea elitelor tinere la conducerea statului. Generația tânără avea, potrivit lui Mircea Eliade, misiunea de a scoate cultura română din „provincialism” și a o face accesibilă pe plan universal, punând accentul pe căutarea spirituală și pe multiplicarea „experiențelor”. Tinerii intelectuali români trebuiau să trăiască și să creeze ca și cum s-ar afla în ultimul lor an de viață.

### Tezele Manifestului
Manifestul „Crinului Alb” a fost publicat în revista Gândirea (nr. 8–9, august–septembrie 1928) ca un ecou la Itinerariul spiritual al lui Eliade și atesta, potrivit criticului literar Dan C. Mihăilescu, „o criză spirituală tipică pentru tânăra intelectualitate interbelică, amestec de anarhism slav și iraționalism (à la Homiakov, Kireevski, Aksakov ș.a.) cu Berdiaev, Jacques Maritain, Klages și Spengler, un vitalism nietzschean ce leagă «trăirismul» generației ’27 de existențialismul și absurdul de mai târziu”. Manifestul era, în opinia lui Zigu Ornea, „un proces neîmpăcat vechii generații intelectuale, laică, raționalistă” și proclama necesitatea adoptării unei noi spiritualități definite de Nichifor Crainic ca fiind „viață în duh și artă în duh, (...) viață și artă întru Duhul Sfânt”.
Cei trei autori făceau un rechizitoriu aspru și furibund la adresa „bătrânilor” în numele tinerei generații românești, „cea mai frumoasă, cea mai mândră și cea mai nouă”, și, folosind vocabularul caracteristic futurismului italian și al primului manifest suprarealist al lui André Breton, afirmau că:
| “ | Ne tutelează și ne boscorodește o generație în care nimeni n'a gândit cu adevărat. În capul lor domnește golul, un gol etern și iritant, mascat de o vitrină de împrumut și împăenjenit de colbul vechimei, al neaerisirii din casele părăsite. Uitând că ideia și pisica nu se împrumută, au cerșit în vecini și-au adus acasă frânturi de căpătat și piese șterpelite dintr'un motor străin. Generația părinților noștri a trăit din împrumuturi necernute și din gânduri neisprăvite. N'au putut sau n'au avut curajul să privească singuri totalitatea semnelor de întrebare, iar fapta lor neinspirată de gând și simțire proprie a rămas vasală, s'a închircit sau s'a scurs discontinuă și capricioasă, la discreția unui contact electric, când întrerupt, când reluat, până când spiritul gândului împrumutat și-a secătuit vlaga inițială, iar întunericul și-a preluat domnia. | ” |

Manifestanții se arătau înspăimântați de „lipsa de gânduri” a înaintașilor, pe care-i acuzau că și-au pierdut credința și optimismul și nu mai iau nimic în serios. O ploaie de invective antiburgheze era adresată membrilor vechii generații („oamenii maturi și (...) bătrânii epocii noastre mizerabile”) acuzați că au transformat „austeritatea victoriei” într-un „chef uriaș” și că trăiesc „facil și neonest”, cu o „dulceață porcină”, un „banchet neronian”, unde se amuză „încoronați cu trandafiri roșii pătați de vărsături vinete, în mâini cu cupe și pe buze cu nerușinate surâsuri”, prelungind cu un „egotism voluptuos” și cu o „funciară neseriozitate” „epoca de aur și fecale din 1915 cu «arta și dulceața de a trăi»”, în timp ce rămân orbi față de „lumina dumnezeiască a Soarelui” și surzi la „cântecul muncii organizate”. Tinerii își asumau, „în numele pasiunei ideale, a optimismului frenetic”, un adevărat program renascentist care urmărea redescoperirea idealurilor istorice naționale și transformarea societății cu o pasiune creatoare, În același timp, afirmau că vor să-i învețe pe bătrâni sensul cuvintelor „atitudine, gravitate, sinceritate, disciplina de sine”, deși își exprimau scepticismul în reușita lor și afirmau că ar trebui să-i îndrepte mai degrabă către „haznale sau crematorii”.
Generația veche era considerată răspunzătoare de situația economică dezastruoasă în care se găsea România înaintea Marii crize economice, dar cu toate acestea autorii manifestului se fereau să examineze problema sub aspect social, făcând opoziție nu de pe pozițiile antagonismului dintre clasele sociale, ci de pe poziția deosebirii dintre spiritele „tineresc” și „bătrânesc”. Noua generație respingea raționalismul abstract, evoluționismul darwinian și concepția materialistă a științei, considerate ca ideologii vetuste și prăfuite împrumutate din Occident și ostile „spiritului”, reproșându-le reprezentanților generației vechi că „au crezut ferm în ideia umanitară, în drepturile eterne ale omului așa cum le-a prescris iluminismul Revoluției delà 1789” și că au rupt orice legătură „cu Dumnezeu, cu misterul, cu infinitul, cu soarta omului și a cosmosului”, iar consecințele acestei mentalități erau agnosticismul, ateismul și acosmismul. Generația veche a vădit exclusiv preocupări pentru dezvoltarea industrială a țării și a înlocuit spiritualismul cu materialismul. Astfel, România a început să concureze „în tehnică, șosele, closete, civilizație și lupta împotriva analfabetismului cu toate țărișoarele balcanice și dacă se poate cu Belgia sau Danemarca”; iar, prin urmare, națiunea română a început să-și piardă caracterul național, împiedicându-i-se evoluția firească spre o cultură superioară.
Autorii manifestului îi împărțeau pe membrii vechii generații (denumiți „refuzați ai spiritului”) în patru categorii: onești, blegi, timorați și jemanfișiști, considerându-i incapabili să simtă „vântul de nebunie și moarte” propriu unei generații virile a „Fiilor Soarelui”. „Vechii” erau acuzați că s-au dedat „dulceței porcine de a trăi facil și neonest”, neavând idealuri sau neliniști, în timp ce „noii” erau considerați oamenii unor „pasiuni ideale”, ai unui „optimism frenetic”, ai „intuiției”, ai „elanului” și ai „extazului”, dar și ai „credinței în Dumnezeu”.
Idealul național trebuia să fie, potrivit autorilor, înlăturarea bătrânilor și promovarea tinerilor. Această idee fusese afirmată cu un an mai înainte de Nae Ionescu care scrisese că „nu există azi decât cu rare excepții, în țara românească, om trecut de 50 de ani, care să nu ocupe locul unuia mai tânăr și mai capabil”. Astfel, tinerii energici și capabili trebuiau să-i înlăture pe bătrâni de la conducerea României pentru a asigura dezvoltarea țării și creșterea prestigiului său internațional.
Manifestul „Crinului Alb” are, potrivit istoricului Lucian Boia, un titlu prețios, un text grandilocvent și un amestec de idei insuficient de clare. Există numeroase referiri la Dumnezeu, la tradiție, la continuitatea istorică, iar promovarea spiritualizării și a individualismului și lipsa referirilor la democrație și la dreptate socială sugerează o predispoziție ideologică a autorilor către politica de dreapta și chiar de extrema dreaptă. Criticul literar Vladimir Streinu s-a exprimat mult mai dur, considerând acest manifest drept „o spovedanie barbaro-mistico-spiritualistă, prin care semnatarii, cu un gest semeț de demisie din Rațiune, candidau și se proclamau singuri reușiți la situația de «Fii ai Soarelui»” și adăugând că „barbaria [...] năvălea astfel și în cultura noastră, după exemplul bine cunoscut al câtorva mari și vechi culturi de la răsărit și de la apus”.

### Separarea tradiționaliștilor
Apariția manifestului în revista Gândirea a fost prefațată de articolul „Spiritualitate” al lui Nichifor Crainic, în care autorul își mărturisea atașamentul față de misticism și susținea necesitatea întoarcerii la religie. Acest fenomen, ce frământa tot mai mult generația tânără, marca în opinia sa finalul unei epoci dominate de un spirit pozitivist și de o „iremediabilă mediocritate”, care limitau dezvoltarea intelectuală. Crainic considera că cultura română era aservită politic și limitată strict de egotismul etnico-istoric, fiind lipsită prin urmare de „orice preocupare universală”. Astfel, tânăra generație a crescut într-o atmosferă intelectuală sterilă, dominată de scandaluri politice și de lipsă de interes față de viața spirituală, ceea ce a determinat o atitudine de revoltă la adresa înaintașilor.
Cercetătorul științific și criticul literar Dan C. Mihăilescu a denumit generația tânără din perioada apariției Itinerariului spiritual și a Manifestului „Crinului Alb” cu apelativul „generația '27”, după anul lansării primului ei program. Membrii acelei generații semănau inițial, după opinia sa, cu membrii Junimii, ai Cercului Literar de la Sibiu sau al Echinoxului datorită relațiilor puternic personalizate existente. Un membru al acelei generații, dramaturgul Eugen Ionescu, o denumea generație „paricidală”.
Momentul apariției Manifestului a marcat apariția unei fisuri în rândul tradiționaliștilor, unii urmându-l pe Nae Ionescu, iar alții pe Nichifor Crainic. „Din diferite părți ale generației tinere par a veni strigăte mistice și îndemnuri ortodoxe, în care e foarte greu de discernut sinceritatea, spiritul de imitație sau simpla aspirație bugetară. Timpul numai va fixa natura acestei spiritualități noi, a cărei expresie, putem spune însă de pe acum, e veche”, descria această efervescență ideologică, în 1928, criticul Eugen Lovinescu, care a încercat să combată tradiționalismul ortodoxist.

## Reacții publice

### Reacțiile presei naționaliste

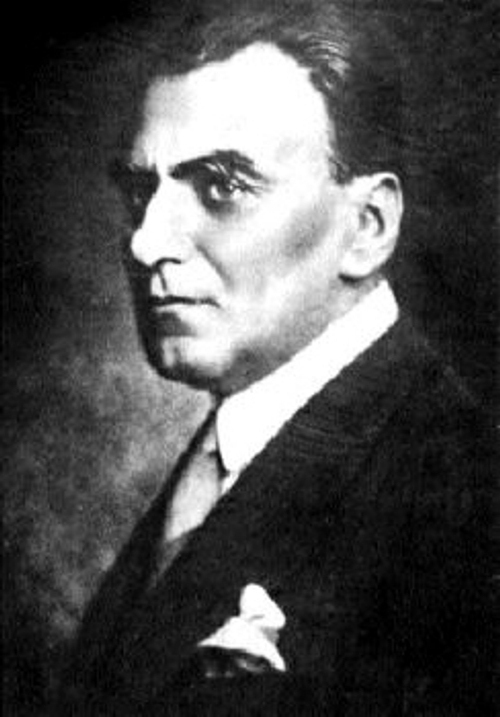
Profesorul Nae Ionescu, căruia i s-a recunoscut ascendentul spiritual asupra generației tinere.

Reacțiile la adresa manifestului au fost vehemente, fiind provocată o polemică incisivă. Cu toate acestea, Nichifor Crainic își exprima nedumerirea și nemulțumirea că manifestul nu a trezit reacții din partea generației vechi, dușmană a orientării spiritualiste, ci tocmai în rândul tinerilor care aveau afinități cu substanța lui.
Primele răspunsuri au apărut în ziarul Cuvântul, condus de Nae Ionescu. Astfel, Mircea Eliade preciza într-un articol apărut la 6 octombrie 1928 că „nu acceptă integral” ideile Manifestului, afirmând că între acesta și Itinerariul spiritual există „deosebiri de vederi”. Nae Ionescu a intervenit în discuție în numărul din 11 octombrie 1928 al ziarului Cuvântul; el a susținut că generația veche nu mai există deoarece a renunțat la poziția sa veche, care s-a dovedit sterilă, și a completat că perioada polemicii a trecut, iar tânăra generație trebuie să-și formuleze și să-și afirme ideile constructive. Obiecțiile aduse de colaboratorii ziarului (printre care Mihail Polihroniade) au vizat tonul obraznic și pe alocuri vulgar al manifestului, critica realizată de unii tineri ce nu creaseră nimic, absența afirmării în text a influenței spirituale a precursorilor acestor idei (ce a fost catalogată ca un „orgoliu juvenil” al celor trei autori care s-ar crede că sunt „singuri ctitori de pietre fundamentale”) și lipsa unui caracter ferm ortodox al manifestului.
Reacția lui Petru Comarnescu a fost chiar mai vehementă: astfel, într-un articol publicat în octombrie 1928 în Tiparnița literară (unde era codirector, alături de Camil Baltazar), el cataloga manifestul drept „o înșiruire de înjurături și acuzații de valori diferite, aduse generației precedente. Nu este însă un manifest pentru că autorii nu știu cui se adresează... și nici ce vor” și susținea că spiritualitatea nu este apanajul doar al tinerilor, ci al tuturor generațiilor, afirmând că „destinul unui neam se face laolaltă, prin construirea unei mentalități noi, prin convingerea mulțimii și, mai ales, prin soluțiuni și fapte concrete”. Comarnescu a publicat o opinie similară în ziarul Ultima oră. Mihail Polihroniade și-a exprimat dezaprobarea față de manifest în ziarul adversar Universul literar (condus de Camil Petrescu), susținând că manifestul obraznic și incoerent al „fiilor Soarelui” nu este reprezentativ pentru generația tinerilor.
Nichifor Crainic a răspuns acestor critici în numărul următor al revistei Gândirea, recunoscând marele ascendent ideologic al profesorului Nae Ionescu care „prin luminoase și populate prelegeri a introdus în Universitate spiritul nou și militează pentru el cotidian ca ziarist”; el a susținut, de asemenea, că vehemența verbală a manifestului era o necesitate pentru afirmarea sa publică, în timp ce afirmarea caracterului creștin, nu neapărat ortodox, se datorează faptului că revista Gândirea era o revistă culturală și nu era un oficios al Sfântului Sinod al Bisericii Ortodoxe Române.

### Reacțiile presei democrate

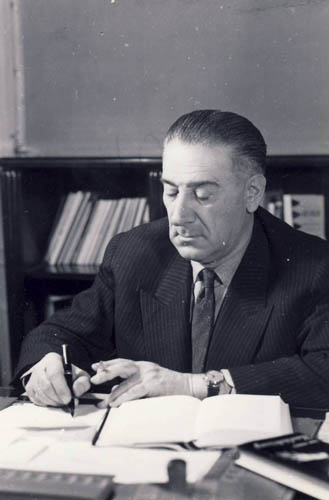
Criticul literar Mihai Ralea.

Poziția presei culturale democrate a fost una mult mai vehementă. Manifestul „Crinului Alb” a fost perceput ca o declarație programatică a idealurilor burgheze și anarhiste ale unei generații tinere însetate de parvenire. Astfel, colaboratorii revistei Viața Romînească au reacționat ferm, iar criticul Mihai Ralea a publicat un articol-pamflet violent („Rasputinism”, în Viața Romînească, anul XX, nr. 121, decembrie 1928, p. 334) în care califica actul celor trei tineri autori drept „rasputinism” cultural al unor cavaleri ce se voiau neprihăniți, „un nechezat de literaturism excesiv”, „o revanșă absurdă a pitecantropului refulat de dogme religioase” și „un elan de barbarie și huliganism”, denunțând ideologia absurdă și nocivă a Manifestului. Originea manifestului se găsește, în opinia sa, în manifestele franceze (suprarealiste, dadaiste, catolice etc.) lansate de cenaclurile de cafenea, prin care autorii lor doresc să atragă atenția asupra genialității lor precoce și a adevărului pe care cred că numai ei îl dețin. Criticul Șerban Cioculescu a publicat cu același prilej un articol zeflemitor, în care a inventat termenul de „trăirism” care desemna o filozofie tulbure de viață ce se baza pe respingerea furioasă a principiilor raționalismului.
Eugen Lovinescu, atacat de Nichifor Crainic în același număr al revistei Gândirea, susținea că „noua spiritualitate” și „îndemnurile” ortodoxe ale tinerei generații sunt lipsite de autenticitate, fiind inspirate din lirica religioasă a lui Rainer Maria Rilke,, în timp ce textul vulgar și violent al Manifestului „Crinului Alb” nu reprezintă decât „exerciții de misticism stilistic”: „Dar d. Nichifor Crainic e un mistic de dinainte de război; trei tineri de după război fac exerciții de misticism stilistic într-un manifest, în care adversarii sunt tratați de «proști», «prostuți», «mai proști decât prostuți» sau «boi înspăimântați de orice noutate». Din alăturarea acestor texte nu putem scoate indicații asupra sincerității acestei spiritualități, întrucât violența nu poate fi o dovadă, dar veche sau nouă, expresia ei e identică – și se integrează în aceeași insuficiență a adevăratei «spiritualități»”.
Reacția presei comuniste a fost vehementă. Astfel, tânărul jurnalist Alexandru Sahia critica într-un articol publicat în 1932 în revista Bluze albastre unirea generației tinere în numele idealurilor burgheze, afirmând că acei intelectuali tineri erau motivați doar de goana după parvenire: „Este, așadar, o generație lașă, o generație oportunistă, individualistă. Toți sunt roși de dorul unei personalități, sunt gata să săvârșească orice, și-ar cresta limba, bunăoară, sau și-ar vârî bolduri în ochi dacă ar fi încredințați că, în urma acestor chinuri și în dauna oricui, gloria lor ar crește”. Scriitorul comunist afirma că tineretul intelectual adunat în jurul lui Nae Ionescu nu cunoștea realitățile sociale ale vremurilor și promova o diversiune ideologică, susținând, fără să-și dea seama, clasa exploatatoare.

### Unele opinii moderate
Au existat, cu toate acestea, și unele opinii moderate și chiar pe alocuri apreciative la adresa manifestului. Astfel, tânărul critic George Călinescu a salutat public apariția Manifestului „Crinului Alb” în articolul „«Crinul alb» și «taurul negru»” (Viața literară, anul III, nr. 92, 3 noiembrie 1928, p. 1), publicând apoi după o săptămână un alt articol („Faza monumentalului”, în Viața literară, anul III, nr. 93, 10 noiembrie 1928, pp. 1, 2) în care explica rădăcinile ortodoxismului gândirist, dorind să-și aroge titlul de director spiritual al „noii generații”. El considera că este vorba de un „manifest volubil și vehement” care apăra tânăra generație românească într-un stil „cam baroc” împotriva lipsei de spirit filozofic a precursorilor lor. Analiza critică făcută în studiul Istoria literaturii române de la origini până în prezent (1941) evidenția că demersul inițiatorilor a eșuat, deoarece ei înșiși nu au dovedit că au acele calități care lipseau, în opinia lor, generației vechi. Călinescu susținea că cei trei tineri au săvârșit o gravă nedreptate acuzând generația din care făceau parte oameni de cultură ca Mihail Sadoveanu, Liviu Rebreanu, Tudor Arghezi, Camil Petrescu, Ion Barbu sau Lucian Blaga că nu era preocupată să cultive trecutul și idealurile naționale românești.

## Evoluția convingerilor autorilor
Spiritul febril al autorilor Manifestului s-a domolit ulterior, iar unul dintre cei trei, Petre Pandrea, a părăsit publicistica și s-a apropiat de marxism. Cu toate acestea, rămășițe ale vechilor convingeri au continuat să persiste în gândirea lui.
Pandrea a publicat în 1944 o carte de eseuri intitulată Pomul vieții. Jurnal intim, care-l arăta, potrivit criticului Vladimir Streinu, „cuprins din nou de patima aceea a răsucirilor spiritului” din perioada tinereții sale și evidenția o contradicție ideologică între aderența lui la marxism și exprimarea unei solidarități intime cu generația rebelilor autenticiști și anarhiști.